# Damascus (Arkansas)
Damascus es un pueblo ubicado en el condado de Van Buren en el estado estadounidense de Arkansas. En el Censo de 2010 tenía una población de 382 habitantes y una densidad poblacional de 76,07 personas por km².

## Geografía
Damascus se encuentra ubicado en las coordenadas 35°22′2″N 92°24′38″O / 35.36722, -92.41056. Según la Oficina del Censo de los Estados Unidos, Damascus tiene una superficie total de 5.02 km², de la cual 5.02 km² corresponden a tierra firme y (0%) 0 km² es agua.

## Demografía
Según el censo de 2010, había 382 personas residiendo en Damascus. La densidad de población era de 76,07 hab./km². De los 382 habitantes, Damascus estaba compuesto por el 97.64% blancos, el 0% eran afroamericanos, el 1.05% eran amerindios, el 0% eran asiáticos, el 0% eran isleños del Pacífico, el 0% eran de otras razas y el 1.31% pertenecían a dos o más razas. Del total de la población el 1.05% eran hispanos o latinos de cualquier raza.